# Fandango (baile)

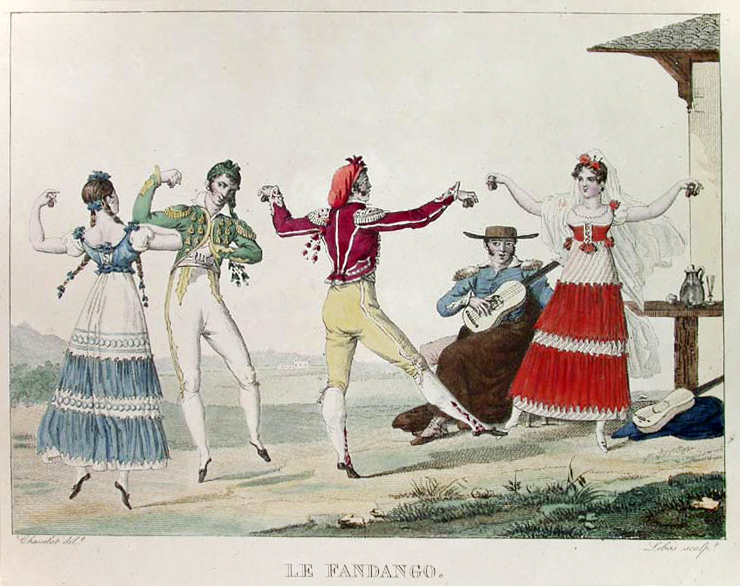
Fandango (baile)

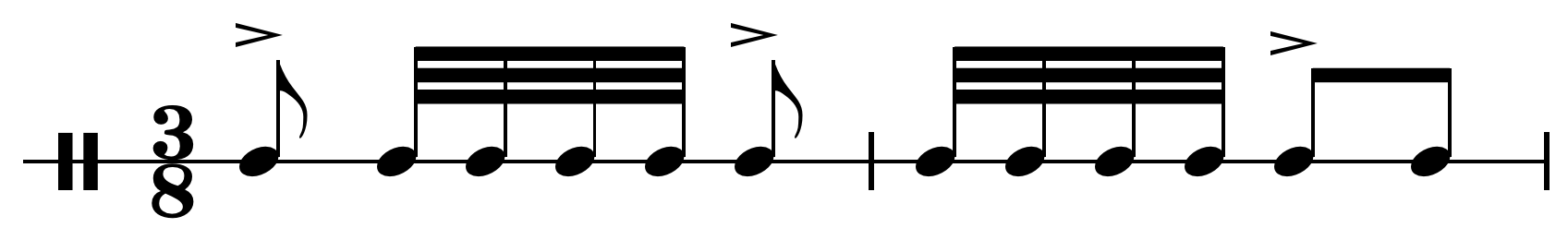
Ritmo de fandango.

El fandango es un baile popular típico de diversas zonas de España, del centro y sur del estado de Veracruz, México, del sur de Bolivia y del estado de Paraná, Brasil. Al igual que en las provincias americanas, también fue ampliamente adaptado e interpretado en Filipinas. Igualmente también es el baile que acompaña al homónimo palo del flamenco característico del folclore andaluz, que ha sufrido un proceso de aflamencamiento al aclimatarse a cada zona concreta de dicha región. Los de la provincia de Huelva fueron declarados en 2010 Bien de Interés Cultural.
Ejecutado por una pareja de movimiento vivo, tiene compás ternario y versos octosílabos, y el frecuente empleo de guitarra y castañuelas marca un estrecho parentesco con la jota. La secuencia descendente armónica más típica (la menor, sol mayor, fa mayor, mi mayor) es un motivo ostinato conocido desde finales del Barroco.

## Orígenes
Diversos escritores románticos intentaron vincularlo a un antiguo baile sensual de los tiempos romanos conocido como cordax (también llamado iconici motus por el poeta Horacio y por el comediógrafo Plauto). El escritor de sátiras Juvenal hace una mención específica hacia el testárum crépitus (chasquear las castañuelas) que, en su expresión griega temprana, eran usadas como címbalos o platillos para dedos.
Según el Diccionario de Autoridades de 1732, para entonces el fandango en España era un "baile introducido por los que han estado en los reinos de Indias", es decir, se entiende que su origen es hispanoamericano y no español peninsular. Dada la popularidad del fandango como danza de exhibición a finales del siglo XVIII y principios del XIX, no es de extrañar su presencia y arraigo en la tradición de Asturias, Castilla-La Mancha, Extremadura, Cataluña, Murcia, Valencia, País Vasco o Portugal. En su forma galante, el género llegó a tener cierta proyección en la tradición culta europea a través de la obra de Luigi Boccherini, del padre Antonio Soler, Dionisio Aguado y Domenico Scarlatti.
Trascendió fronteras como un baile representativo de lo español. Wolfgang Amadeus Mozart lo incluyó en el tercer acto de Las bodas de Fígaro y Christoph Willibald Gluck en su ballet Don Juan.
El primer ejemplo de fandango registrado en escritura musical data de 1705. Se recoge en una tablatura manuscrita anónima guardada en la Biblioteca Nacional de Madrid, "Libro de diferentes cifras de guitarra". El fandango considerado es llamado "Indiano" (ortografiado "Yndiano" en la tabla).

## Fandango y flamenco
Desde principios del siglo XIX, el flamenco adoptó rasgos de los fandangos andaluces, y dio así lugar a los llamados "fandangos aflamencaos", que son considerados hoy en día uno de los palos flamencos fundamentales. La forma del fandango posiblemente es la que más variaciones posee como ninguna otra expresión del flamenco. La variante procedente de los bailes de candil, toma especial mención en el Andévalo, Huelva, donde se presenta de manera especialmente prolija; en Málaga con sus característicos verdiales o jabegotes, posiblemente el modo originario de esta clase de manifestación artística; en las provincias de Murcia, Albacete, Alicante y Menorca más conocido como malagueña, y la zona de influencia granadina, caso de Almería, conocido en España popularmente como «fandanguillo». En La Alpujarra, el fandango constituye el baile típico del trovo. En Jimena de la Frontera (Cádiz) existe un cante y baile denominado jincaleta, con cierto aire a las verdiales malagueñas. La música que se baila es el flamenco.
Igualmente, existen muchos otros tipos de fandangos nombrados según autores de referencia que los interpretanː fandango del Gloria, del Sordera, del Chocolate o del Carbonerillo, entre otros muchos.

## Fandango de Bolivia
En Bolivia el fandango es una expresión de música, danza y canto autóctona y originaria de la Provincia Nor Cinti del Departamento de Chuquisaca y la Provincia José María Linares del Departamento de Potosí y fue declarado como patrimonio cultural del país. Las mujeres cantan y bailan al ritmo de los charangos y medianas que interpretan los varones. Tanto hombres y mujeres bailan con un zapateo suave y predomina el canto en tonos altos de las mujeres.

## Más modalidades
En la localidad conquense de Mota del Cuervo se baila un fandango parecido a la seguidilla pero más sencillo; el baile añade el cruce lento y la batida final de piernas con parada y cruce. Se le conoce como fandanguillo manchego.
De modo general, en el folclore portugués, el baile alterna momentos a dúo con exhibiciones alternadas de cada uno de los dos danzantes, mientras que el otro se limita a marcar el ritmo sobriamente.
Cabe también mencionar que el término fandango hace referencia a festejos de baile folclóricos surgidos en las Américas durante el periodo virreinal, que se popularizaron, por ejemplo, en varios puntos de la Nueva España, hoy México, festejos que recibieron en cada región otros nombres más locales, como huapango en el sur de Veracruz, y mariache en el occidente, los cuales tienen sus raíces principalmente en música española, algunas influencias indígenas como tal vez los nombres huapango e mariache y el zapateo ya que los indio según fray Diego Durán gustaban de llevar los pies a son en sus bayles e hasta hoy todavía por ejemplo usan cascabeles en los pies además de zapatear en tarimas, y acaso influencias africanas, como el mismo término fandango, que se ha discutido que puede tener su origen en una lengua bantú, como el kimbundu.

## Otros usos del nombre
Dado el carácter de la danza, el término «fandango» ha sido utilizado como sinónimo de ajetreo, tumulto o incluso de exhibición de maestría.

## El fandango en la música clásica
- Joaquín Rodrigo: 1.ª de tres piezas españolas para guitarra clásica.
- Joaquín Turina: Fandanguillo.
- Gluck: Don Juan, 1761.
- Mozart: Las bodas de Fígaro, 1786.
- Saverio Mercadante:   Sinfonía Característica Española  de la ópera  I due Figaro  1826.
- Antonio Soler, Fandango para clavecín, de autoría, no obstante, discutida.
- Nikolái Rimski-Kórsakov: Capricho español, 1887.
- Isaac Albéniz: Málaga, de la suite Iberia, 1905-1908.
- Enrique Granados: El Fandango del candil y Serenata del espectro, de la suite Goyescas, 1912-1914[5]
- Manuel de Falla: Danza de la molinera, del ballet El sombrero de tres picos, 1919.
- Federico Moreno Torroba: Fandanguillo de la Suite Castellana, 1926.
- Ernesto Halffter: Danza de los jóvenes, del ballet Sonatina, 1928.
- Luigi Boccherini: Quinteto de cuerda con guitarra Del Fandango, G. 448
- Dionisio Aguado: Fandango variado (Le Fandango Varié), Op. 16, para guitarra
- Amadeo Vives Roig Fandango para orquesta de la zarzuela Doña Francisquita
- José de Nebra: "Tempestad grande amigo", de la zarzuela Vendado es amor, no es ciego, 1744.
- Santiago de Murcia: "Fandango", del Codex Zaldivar, 1730.